# Route départementale 446 (Essonne)
Pour les articles homonymes, voir Route départementale 446.
La route départementale 446 est une route départementale située dans le département français de l'Essonne et dont l'importance est aujourd'hui restreinte à la circulation routière locale. Elle constitue le trajet essonnien de l'ancienne route nationale 446 déclassée en 1978 et 2004, qui reliait Versailles, Corbeil-Essonnes, Melun et Nangis.

## Histoire
La route départementale 446 reprend le tracé de l'ancienne route nationale 446 qui lui-même reprenait le tracé de la route royale entre Versailles et la limite de l'Île-de-France à Nangis par Corbeil et Melun.
En 1972, entre Saclay et Orsay, elle fut renommée « F18 » jusqu'à l'achèvement des travaux de la nouvelle route nationale 118 qui reprend le tracé entre ces deux communes. Au début des années 1980 la future Francilienne reprit la numérotation RN 446 en suivant en partie son tracé entre Sainte-Geneviève-des-Bois et Courcouronnes, la route nationale fut donc déclassée en « RD 46 » entre Linas et Courcouronnes. En 2004, elle fut totalement déclassée, prenant l'appellation « RD 446 » en Essonne et dans les Yvelines et « RD 346 » en Seine-et-Marne.

## Itinéraire
L'ancienne route nationale 446 reliait autrefois Versailles en Seine-et-Oise à Nangis en Seine-et-Marne. Déclassée, elle relie aujourd'hui pour son parcours essonnien Saclay, commune limitrophe des Yvelines, à Saint-Pierre-du-Perray, commune limitrophe de Seine-et-Marne.
- Saclay, la RD 446 entame son parcours en prenant l'appellation Rue d'Orsay à l'intersection avec la route départementale 117, à l'aplomb du parc de l'école HEC Paris, un premier carrefour giratoire la fait changer de nom pour Route d'Orsay alors qu'elle traverse sur une digue les étangs, suit un nouveau giratoire et elle devient la Rue de Versailles avant d'arrivée au carrefour du Christ-de-Saclay où elle rencontre la route départementale 36 et la route départementale 306. À partir de là, la route nationale 118 reprend son tracé jusqu'à la frontière avec Orsay.
- Orsay, elle se sépare de la RN 118 par un échangeur autoroutier, rencontre la route départementale 128 et entre dans la commune en prenant l'appellation Rue de Versailles. Un carrefour giratoire la fait dévier et elle devient la Rue Louise Weiss, elle passe par un tunnel sous la ligne de Sceaux empruntée par la ligne B du RER d'Île-de-France à proximité de la gare du Guichet. À l'intersection suivante, elle rencontre la route départementale 680 et devient la Rue Charles de Gaulle jusqu'à la traversée de la rivière l'Yvette. Elle entre alors dans le centre-ville et devient l'Avenue du Maréchal Foch puis après l'intersection avec la route départementale 95 la Rue Archangé. La Place de la République matérialise le croisement avec la route départementale 988 puis elle devient la Rue Louis Scocard jusqu'au passage sous le viaduc de la route départementale 188. Elle prend alors le nom de Route de Montlhéry jusqu'au giratoire de Mondétour où elle rencontre la route départementale 218 avant d'entrer sur le territoire des Ulis.
- Les Ulis, elle entre à proximité de l'échangeur de la RN 118 et longe la nationale en prenant le nom de Rue de Montlhéry. À l'échangeur autoroutier de Mondétour, elle rencontre la route départementale 118 et la route départementale 35 avec laquelle elle partage le tracé pour devenir la Route de Montlhéry après le passage au-dessus de la RN 118. Un viaduc permet la traversée de l'autoroute A10 juste avant l'entrée à Villejust.
- Villejust, la Route de Montlhéry marque la frontière entre les trois communes puis se sépare de la RD 35.
- Marcoussis, elle devient la Route d'Orsay puis rencontre la route départementale 3, elle passe ensuite à proximité du Château de Montagu où elle devient  l'Avenue Massénat-Deroches. À l'entrée dans le centre-ville, elle prend l'appellation Boulevard Nélaton, traverse la Place de la République et la Place du 19 mars 1962 et devient la Rue Alfred-Dubois avant de passer devant le Château de Bellejame et le Centre national du rugby, elle prend alors le nom de Rue de Montlhéry.
- Linas, elle matérialise la frontière avec Montlhéry et prend l'appellation de Route de Marcoussis sur le territoire des deux communes.
- Montlhéry, elle traverse la route nationale 20 et devient la Rue Luisaint à son entrée en centre-ville, puis la Rue du docteur Ogé après la Place du Marché jusqu'à l'intersection avec la route départementale 133.
- Longpont-sur-Orge, elle devient la RD 46 sous l'appellation Route de Montlhéry, traverse l'Orge puis entre sur le territoire de Saint-Michel-sur-Orge.
- Saint-Michel-sur-Orge, elle se sépare au carrefour giratoire de la RD 133 et garde le nom de Rue de Montlhéry. Un tunnel lui permet de passer sous la ligne Paris - Bordeaux empruntée par la ligne C du RER d'Île-de-France à proximité de la gare de Saint-Michel-sur-Orge. À partir de la Place de la Gare, elle devient la Rue de Sainte-Geneviève.
- Sainte-Geneviève-des-Bois, à la Place du Cottage partagée par les deux communes, elle devient l'Avenue du Régiment Normandie-Niemen jusqu'à la Place Saint-Exupéry où elle rencontre la route départementale 117 avec laquelle elle partage le parcours. Elle devient alors la Route de Corbeil puis la Rue de la Mare au Chanvre jusqu'à l'échangeur autoroutier avec la route nationale 104 où elle se sépare de la RD 117. La Francilienne emprunte son parcours.
- Fleury-Mérogis, l'échangeur autoroutier marque l'intersection avec la route départementale 445 au nord et la route départementale 19 au sud.
- Bondoufle, toujours commune avec la RN 104, elle rencontre dans un nouvel échangeur la route départementale 31.
- Ris-Orangis, elle fait un court passage au sud de la commune.
- Courcouronnes, elle entre dans la commune et se sépare de la Francilienne pour devenir le Boulevard Robert Schuman dans un sens et le Boulevard Jean Monnet dans l'autre, elle rencontre la route départementale 93 puis la route départementale 153 avant de quitter la commune.
- Lisses, à l'intersection elle devient l'Avenue du 8 mai 1945, un viaduc permet le passage au-dessus de l'autoroute A6 et de la RN 104, puis un second au-dessus de la RN 104 seule avant de quitter la commune.
- Corbeil-Essonnes, elle conserve l'appellation précédente jusqu'à l'intersection avec la route nationale 7 dont elle emprunte une portion sous l'appellation Boulevard Jean Jaurès pour passer au-dessus de la ligne Corbeil-Essonnes - Montereau empruntée par la ligne D du RER d'Île-de-France à proximité de la gare d'Essonnes - Robinson. À la Place de Sindelfingen elle se sépare en deux voies à sens unique et devient la Rue du Maréchal de Lattre de Tassigny puis Rue du Général Leclerc, l'Avenue Darblay et la Rue Notre-Dame dans un sens et la Rue Féray dans l'autre sens. Deux ponts permettent de traverser l'Essonne à proximité des Grands moulins de Corbeil. Les deux voies se rejoignent Place Roger Salengro où elle rencontre la route départementale 191 avant de traverser la Seine par le Pont de Armée Patton. Sur la rive droite, elle rencontre sur la Place Saint-Léonard la route départementale 448 au nord et la route départementale 947 à l'est, elle devient la Rue de la Pêcherie puis le Quai Maurice Riquiez.
- Saint-Pierre-du-Perray, elle entre brièvement sur le territoire et devient la Rue de Montgarde.
- Saintry-sur-Seine, elle rencontre la route départementale 934 et devient la Route de Melun.
- Saint-Pierre-du-Perray, elle conserve la dernière appellation et entre dans la forêt de Rougeau jusqu'à la limite avec la Seine-et-Marne à Nandy.

## Galerie

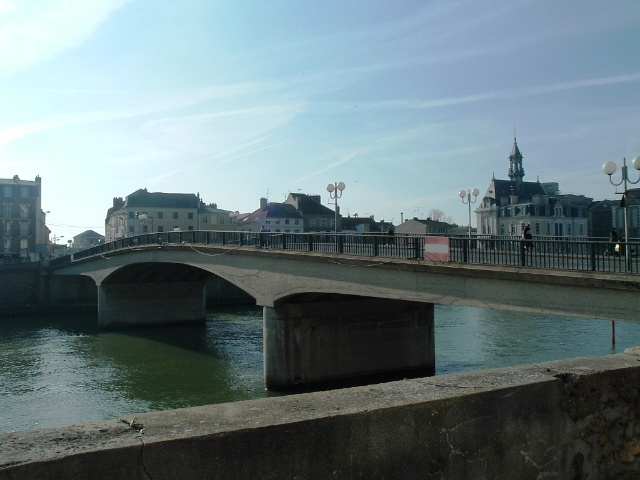
Le pont de l'Armée Patton sur la Seine à Corbeil-Essonnes.

## Pour approfondir